# Kevin Wolze
Kevin Wolze (Wolfsburg, 9 marzo 1990) è un allenatore di calcio ed ex calciatore tedesco, di ruolo difensore.

## Palmarès

### Club

#### Competizioni nazionali
- 3. Liga: 1

Duisburg: 2016-2017